# Rajella sadowskii
Rajella sadowskii là một loài cá thuộc họ Rajidae. Nó được tìm thấy ở Brasil và Chile. Nơi sống tự nhiên của chúng là vùng biển mở.

## Hình ảnh

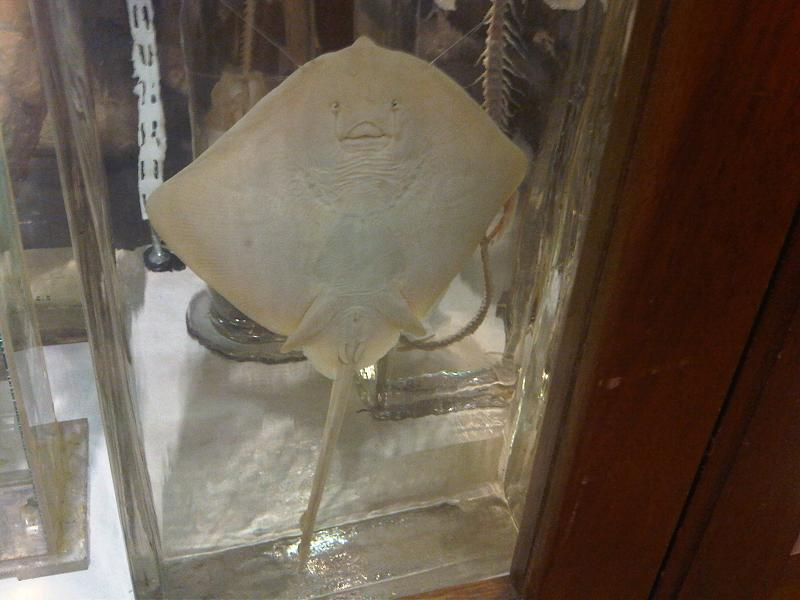
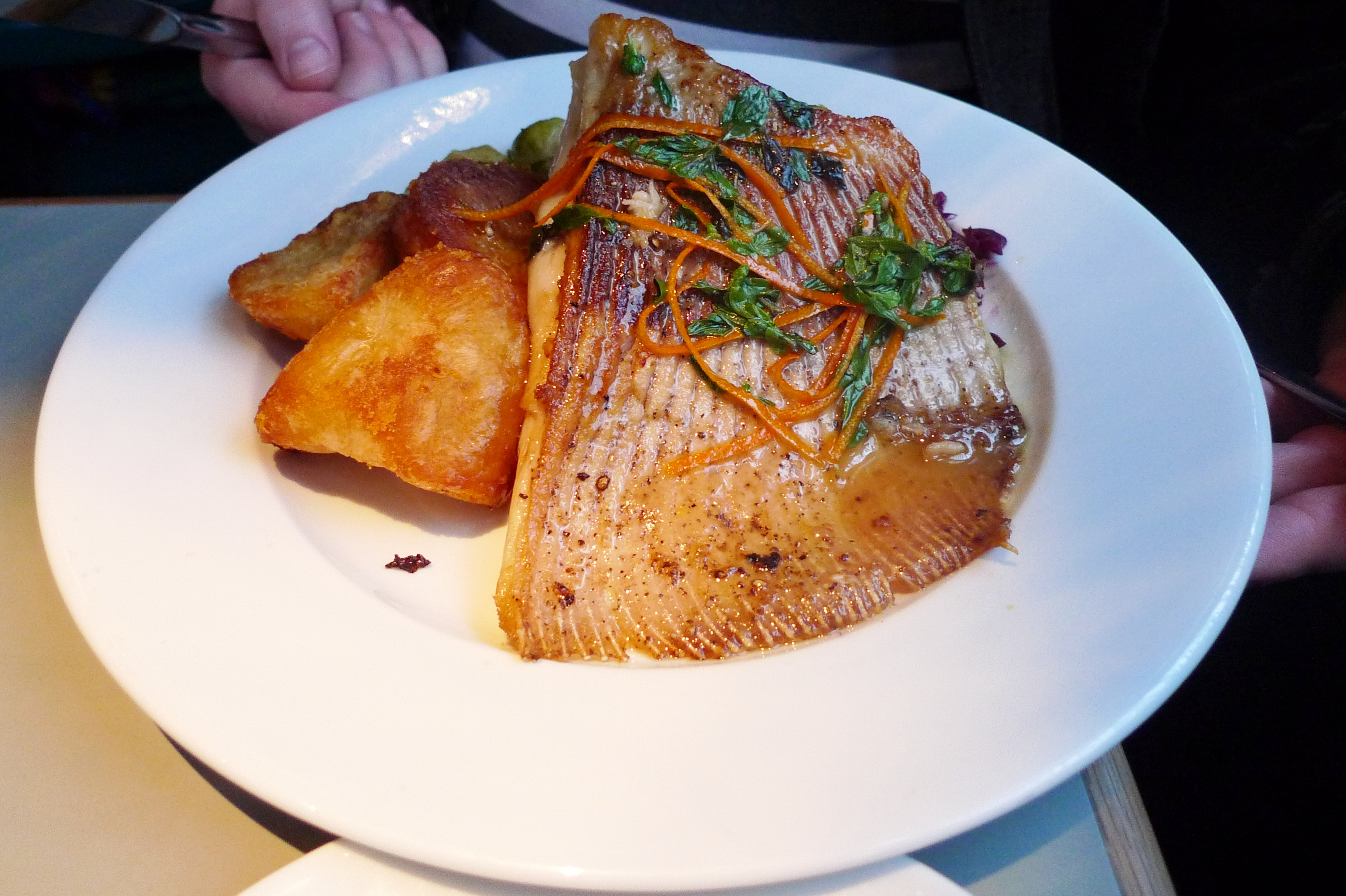
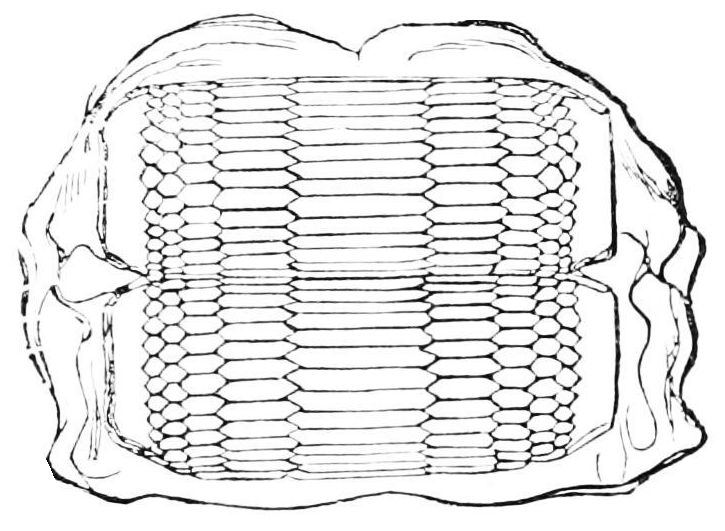
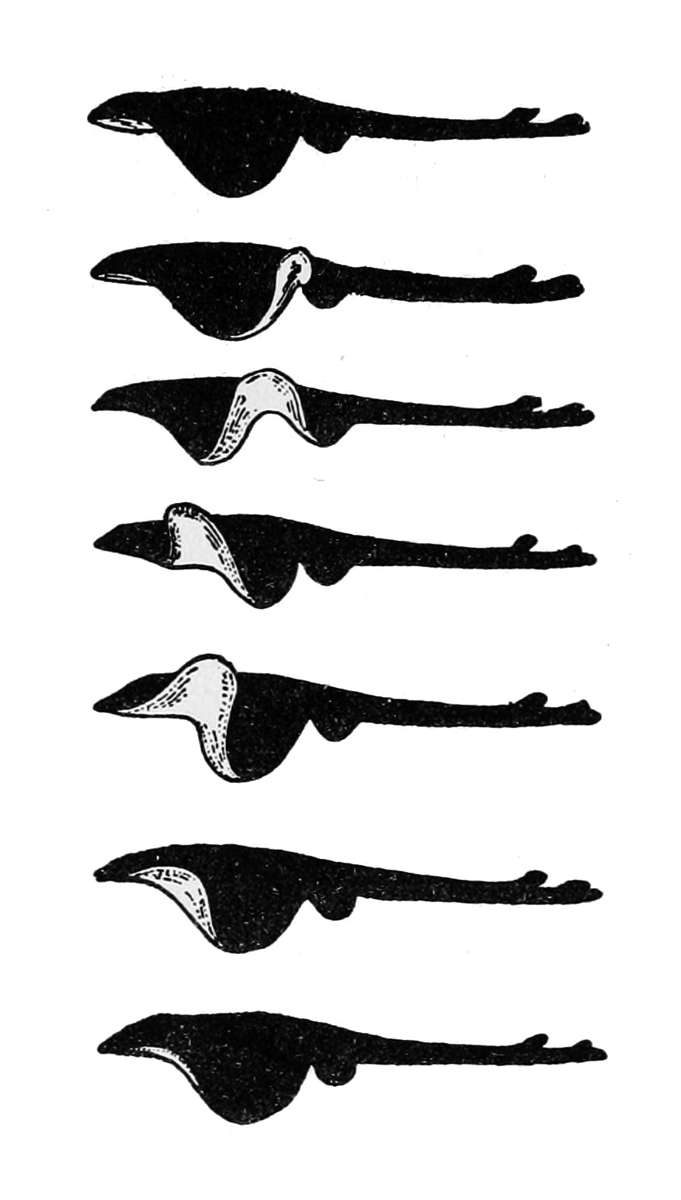